# Lorentz Frederik Mathiesen
Lorentz Frederik Mathiesen (* 23. November 1832 in Paamiut; † 18. Dezember 1920 in Kopenhagen) war ein dänischer Kaufmann und kommissarischer Inspektor in Grönland.

## Leben
Lorentz Frederik Mathiesen war der Sohn des Kolonialverwalters Jens Mathias Mathiesen (1800–1860) und seiner Frau Elisabeth Emilie Dreyer (1802–1897) und wurde in Paamiut geboren, wo sein Vater gerade hinversetzt worden war. Er führte eine Kaufmannslehre durch und arbeitete in Køge oder Korsør, bevor er 1859 in Dienste von Den Kongelige Grønlandske Handel trat.
Anfangs wurde er als Volontär in Ilulissat angestellt, aber nur ein Jahr später nach Appat und ein weiteres Jahr später nach Upernavik versetzt. Am 27. Februar 1865 wurde er kommissarisch zum Handelsassistenten ernannt und erhielt die Leitung der Anlage in Kangersuatsiaq übertragen. 1868 reiste er heim und kehrte nach einem Jahr zurück nach Grönland, wo er zum Handelsassistenten in Nanortalik ernannt wurde. Nur ein Jahr später wurde er Kolonialverwalter in Nuuk. Dort heiratete er am 30. August 1870 seine Cousine Karen Marie Elisabeth Dreyer (1840–?), Tochter des Kupferschmieds Peter Dreyer und seiner Frau Ingeborg Sophie Christensen. Aus der Ehe ging eine Tochter hervor, die jung starb. Von 1873 bis 1874 vertrat er Hannes Peter Stephensen als Inspektor von Südgrönland. 1875 wurde er Kolonialverwalter in seinem Geburtsort Paamiut. 1880 wurde er nach Maniitsoq versetzt. Nach einer Unterbrechung von 1882 bis 1883 wurde er 1885 endgültig aus dem Dienst verabschiedet.
In Grönland handelte er auch privat mit Räucherlachs und Daunendecken, wodurch er ein kleines Vermögen aufbauen konnte. Auch nach seiner Rückkehr war er noch als Kommissionär aktiv. Er starb 1920 verwitwet im Alter von 88 Jahren.